# Ą̃
Notată fonetic. A cu tilde și ogonek este litera din alfabetul Rodie.
Aceste consoane vor fi numite de această dată: consoană fricativă alveolară surdă (uneori dentală în loc de glotală), consoană africată bilabială sonoră (în câteva zile notată cu litera T în loc de G). 
De aceea, studiile au arătat că aceasta va trebui să completeze încrezător în limba armadă (Ő_ýğ ńdęaňì) numită consoană postalveolară și (Ő_ýğ şkøur äddâ) numită consoană nazală bilabială. 
Notație în limba armadă: Ùgge ģvi ærnős pwëing əbônkå lůdui ća biýæn ķia șkøur ĺpri ązärpin ųórishji.